# Freddy Flórez (futbolista)
Freddy "Pólvora" Flórez (Bucaramanga, Santander, Colombia; 14 de febrero de 1993) es un futbolista colombiano. Juega de mediocampista y actualmente milita en Alianza F.C. de la Categoría Primera A colombiana.

## Clubes
| Club              | País     | Año         |
| ----------------- | -------- | ----------- |
| Real Santander    | Colombia | 2011 - 2016 |
| Alianza Petrolera | Colombia | 2017 - 2023 |

## Estadísticas
| Club                         | Div.          | Temporada     | Liga | Liga | Copa Nacional | Copa Nacional | Copa Internacional | Copa Internacional | Total | Total |
| Club                         | Div.          | Temporada     | PJ   | G    | PJ            | G             | PJ                 | G                  | PJ    | G     |
| ---------------------------- | ------------- | ------------- | ---- | ---- | ------------- | ------------- | ------------------ | ------------------ | ----- | ----- |
| Real Santander · Colombia    |               |               |      |      |               |               |                    |                    |       |       |
| 2.ª                          | 2011          | 0             | 0    | 1    | 0             | —             | —                  | 1                  | 0     |       |
| 2.ª                          | 2012          | 26            | 0    | 5    | 0             | —             | —                  | 31                 | 0     |       |
| 2.ª                          | 2013          | 19            | 1    | 4    | 0             | —             | —                  | 23                 | 1     |       |
| 2.ª                          | 2014          | 27            | 1    | 4    | 0             | —             | —                  | 31                 | 1     |       |
| 2.ª                          | 2015          | 26            | 1    | 2    | 0             | —             | —                  | 28                 | 1     |       |
| 2.ª                          | 2016          | 29            | 2    | 6    | 1             | —             | —                  | 35                 | 3     |       |
| Total club                   | Total club    | 127           | 5    | 22   | 1             | 0             | 0                  | 149                | 6     |       |
| Alianza Petrolera · Colombia |               |               |      |      |               |               |                    |                    |       |       |
| 1.ª                          | 2017          | 27            | 2    | 5    | 0             | —             | —                  | 32                 | 2     |       |
| 1.ª                          | 2018          | 31            | 1    | 1    | 0             | —             | —                  | 32                 | 1     |       |
| 1.ª                          | 2019          | 28            | 0    | 3    | 0             | —             | —                  | 31                 | 0     |       |
| 1.ª                          | 2020          | 15            | 0    | 3    | 0             | —             | —                  | 12                 | 0     |       |
| 1.ª                          | 2021          | 21            | 0    | 2    | 0             | —             | —                  | 23                 | 0     |       |
| 1.ª                          | 2022          | 29            | 0    | 0    | 0             | —             | —                  | 29                 | 0     |       |
| 1.ª                          | 2023          | 27            | 0    | 0    | 0             | —             | —                  | 27                 | 0     |       |
| Total club                   | Total club    | 178           | 3    | 14   | 0             | 0             | 0                  | 182                | 3     |       |
| Total carrera                | Total carrera | Total carrera | 305  | 8    | 36            | 1             | 0                  | 0                  | 341   | 9     |